# Даудов, Магомед Даудгаджиевич
Магомед Даудгаджиевич Даудов (род. 4 апреля 1991 года) — российский художник, член-корреспондент РАХ (2024).

## Биография
Родился 4 апреля 1991 года в селе Гапшима Акушинского района Дагестана, где живёт и работает.
В 2013 году — окончил Дагестанский государственный педагогический университет по направлению «Изобразительное искусство», руководитель народный художник Республики Дагестан Ю. М. Ханмагомедов.
С 2013 года — преподаватель спецдисциплин Дагестанского художественного училища имени М. А. Джемала.
С 2015 года — член Союза художников России.
С 2021 года — член правления Союза художников Республики Дагестан.
В 2024 году — избран членом-корреспондентом Российской академии художеств от Южного регионального отделения.

## Творческая деятельность
Основные произведения: «Гапшима. Зима» (2018 год, бумага, ит., 46*61), «Несущая хворост» (2018 год, бумага, уголь, 61*46), «Гамсутль» (2018 год, тонированная бумага, итальянский карандаш, 63*97), «Зверь» (2019 год, тонированная бумага, сепия, 50*65), «Кубачи. На родник» (2019 год, тонированная бумага, итальянский карандаш, 63,5*48,5), «Молитва» (2019 год, тонированная бумага, итальянский карандаш, 63*48), «Несущая камни» (2019 год, тонированная бумага, итальянский карандаш, 62,5*48), «Ковровщица» (2020 год, тонированная бумага, итальянский карандаш, 47*48), «Старец» (2020 год, тонированная бумага, итальянский карандаш, 63*48), «Песнь луны» (2021 год, тонированная бумага, итальянский карандаш, 68*48).
Произведения представлены в собраниях Башкирского государственного художественного музея имени М. В. Нестерова (Уфа), Волгоградского музея изобразительных искусств имени И. И. Машкова, Государственного музея изобразительных искусств Республики Татарстан (Казань), Дагестанского музея изобразительных искусств имени П. С. Гамзатовой (Махачкала), Томского областного художественного музея, Тульского музея изобразительных искусств, Ставропольского краевого музея изобразительных искусств, Кисловодского историко-краеведческого музея «Крепость», Музея антропологии и этнографии имени Петра Великого (Кунтскамера) Российской академии наук (Санкт-Петербург), Дома графики имени Ровинского (Москва), Музея истории мировых культур и религий (Дербент), «Первой галереи» (Махачкала), фондах Национальной научной библиотеки республики Северная Осетия Алания (Владикавказ).
С 2010 года — участник республиканских, зональных, всероссийских, зарубежных и международных выставок.
Персональные выставки: «Пласты времени» в Дагестанском музее изобразительных искусств имени П. С. Гамзатовой (Махачкала, 2019 год) и в Доме А. А. Алябьева Государственного музея-заповедника М. Ю. Лермонтова (Пятигорск, 2021 год); «Тишина» в выставочных залах Дагестанского художественного училища имени М. А. Джемала (Махачкала, 2020 год); «Зимний покой» в Музее истории мировых культур и религий (Дербент, 2021 год) и в Центре этнической культуры (Махачкала, 2022 год); «Вне времени» в филиале Национального музея Республики Дагестан имени А. Тахо-Годи (Акуша, 2024 год).

## Награды
- Благодарность Министерства культуры Республики Дагестан (2014)
- Почётная грамота Министерства культуры Республики Дагестан (2015, 2021)
- Стипендия Министерства культуры Российской Федерации (2018, 2021)
- Стипендия правительства Российской Федерации (2019)
- Гран-при в номинации графика Всероссийской выставки-конкурса «Молодые художники» г. Оренбург (2022)
- Почётная грамота правительства Республики Дагестан (2023)

Награды РАХ
- Диплом РАХ (2020)
- Благодарность РАХ (2023)
- Серебряная медаль РАХ (2023)